# (8729) Descour
(8729) Descour (1996 VZ12) – planetoida z grupy pasa głównego asteroid okrążająca Słońce w ciągu 3,76 lat w średniej odległości 2,42 au. Odkryta 5 listopada 1996 roku.